# Phyllostachys yunhoensis
Phyllostachys yunhoensis är en gräsart som beskrevs av Shao Yun Chen och C.Y.Yao. Phyllostachys yunhoensis ingår i släktet Phyllostachys, och familjen gräs. Inga underarter finns listade i Catalogue of Life.
Arten har fått sitt namn från häradet Yunhe i Zhejiang-provinsen i östra Kina.